# Kaj Franck
Kaj Gabriel Franck (né le 9 novembre 1911 à Viipuri, Grand-Duché de Finlande, et mort le 26 septembre 1989 à Santorin, Grèce) est l'une des principales personnalités du design et de l'art entre 1940 et 1980 en Finlande.

## Biographie
Diplômé de l'École des Arts Appliqués en 1932, Franck a été directeur artistique de la verrerie de Nuutjärvi de 1950 à 1973. 
Il était professeur à l'École d'art et de design à partir de 1945 et en a été le directeur artistique de 1960 à 1969.
Il a conçu des objets pour Arabia, Artek, Iittala et la Verrerie de Nuutjärvi.
Franck est directeur artistique de la société de céramique Arabia (qui fait maintenant partie du groupe Iittala) et directeur artistique et enseignant a l'École supérieure d'Art.

## Prix et reconnaissance
- Prix Lunning, 1955
- Médaille Pro Finlandia, 1957
- Médaille du Prince Eugène, 1964

- Rue Kaj Franck à Arabianranta

## Œuvres

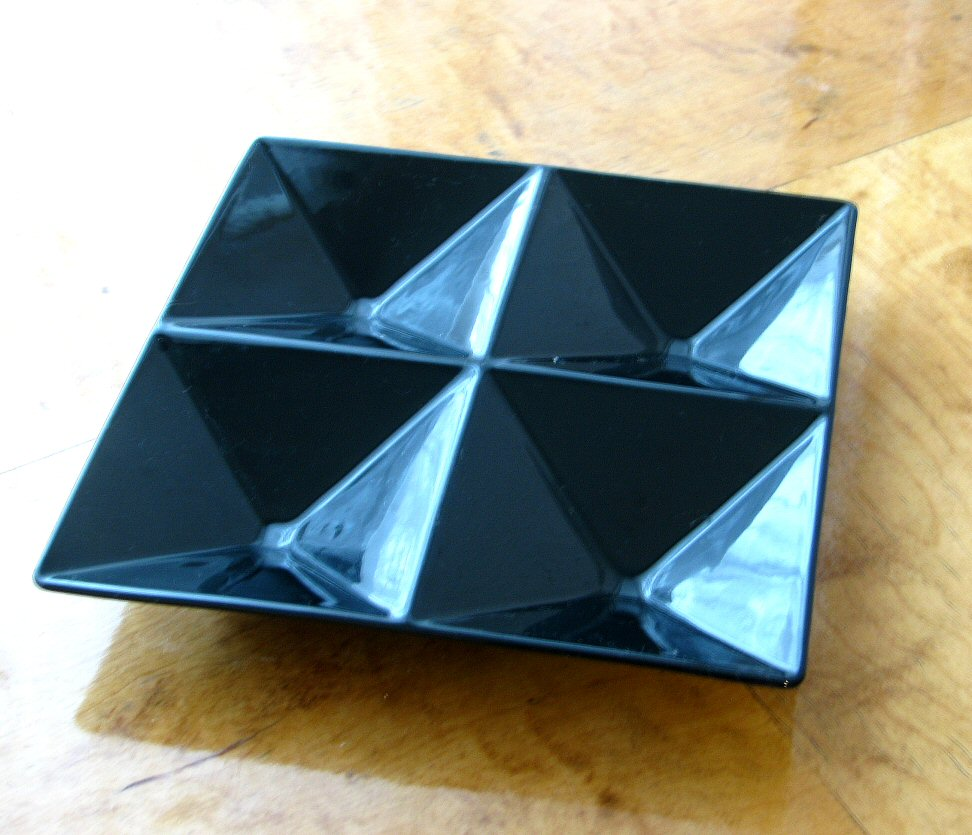
Couverts de hors-d'œuvre, 1957.
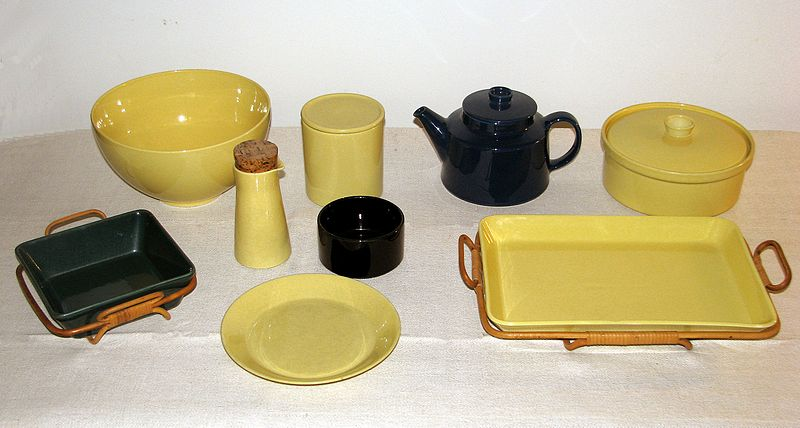
Couverts Kilta.
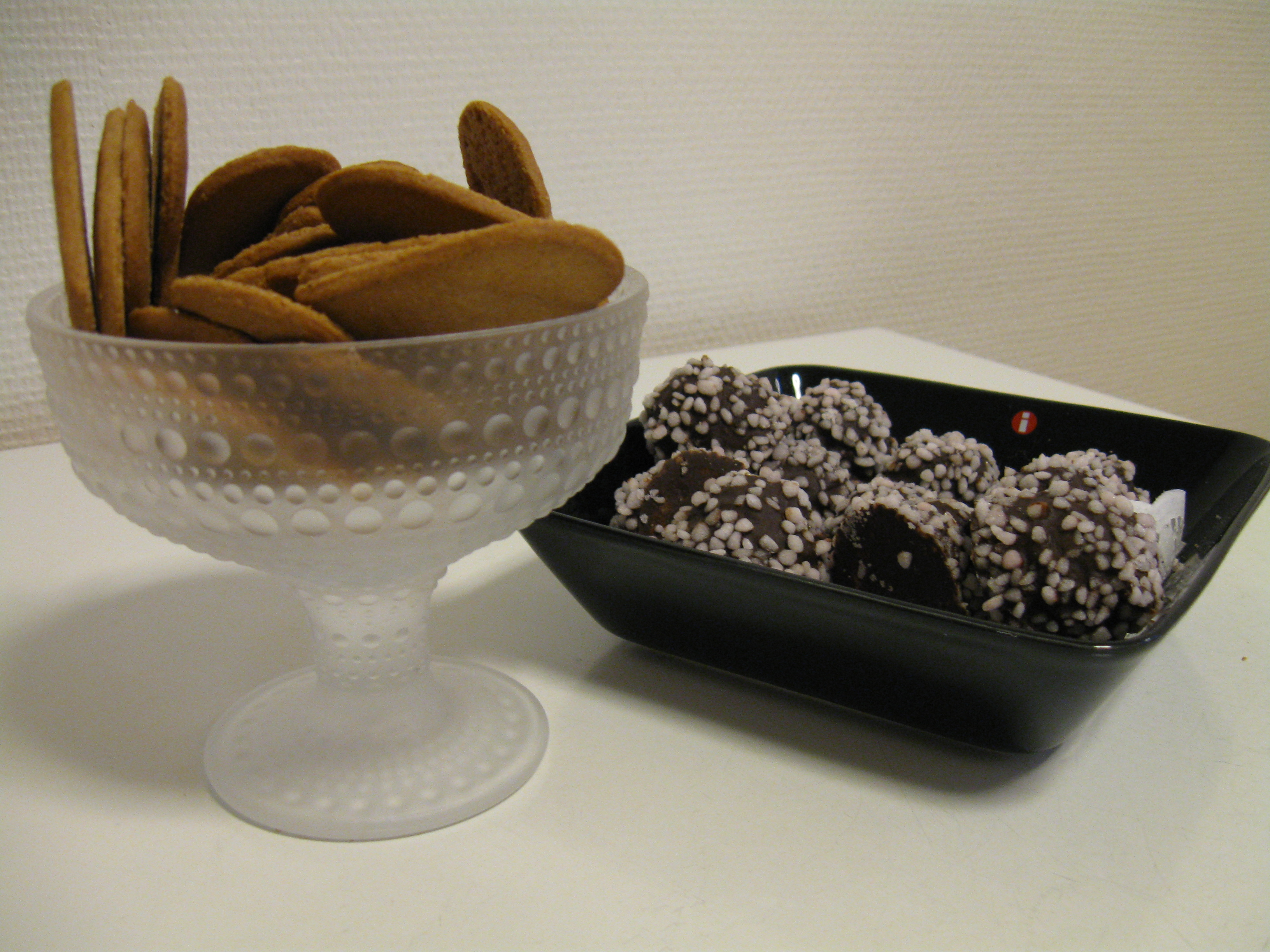
Le plat Teema de Kaj Franck et la coupe Kastehelmi de Oiva Toikka.